# Maria Makraki

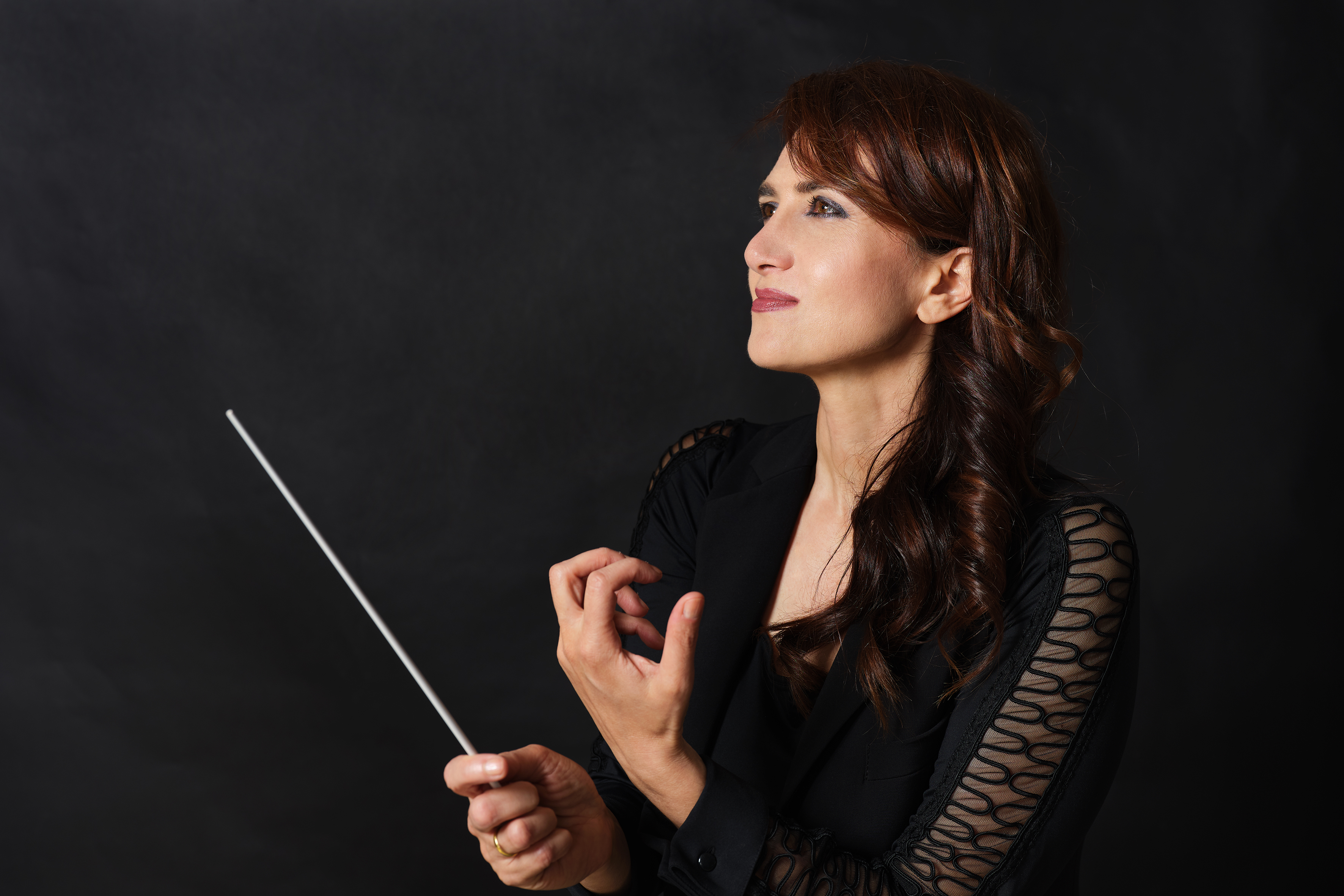
Maria Makraki

Maria Makraki (* 9. Juli 1970 in Thessaloniki) ist eine griechische Dirigentin.
Die 1993 mit Diplom an der Universität in Athen ausgezeichnete Physikerin studierte zunächst Klavier und Komposition am Athener Konservatorium, später auch Dirigieren an der Universität der Künste Berlin bei H. M. Rabenstein und I. Jackson, sowie im
Rahmen eines mit Auszeichnung abgeschlossenen Zusatzstudiums an der Hochschule für Musik „Hanns Eisler“ Berlin  bei H. D. Baum.
Als Gastdirigentin leitete sie regelmäßig Aufführungen und Aufnahmeproduktionen mit den Orchestern des Athener, Bukarester, Münchner, Hessischen, Stuttgarter und Kölner Südwest- und Westdeutschen Rundfunks, mit dem Konzerthausorchester Berlin sowie mit den Bochumer und Nürnberger Symphonikern, dem Bostoner Symphonieorchester und dem Tschaikowsky-Symphonieorchester. Seit 2001 ist sie Mitglied der künstlerischen Liste des Förderprogramms des Deutschen Musikrates „Maestros von Morgen“. 2003 war sie Kapellmeisterin der Robert-Schumann-Philharmonie am Operntheater Chemnitz. Die mehrfache Preisträgerin von Dirigierwettbewerben übernahm im Juli 2007 die künstlerische Leitung der Camerata Europaea in Berlin. Von 2007 bis 2009 war Maria Makraki als Dozentin im Fach Orchesterdirigieren an der Universität Makedonien in Thessaloniki tätig. Ein besonderer Fokus ihres künstlerischen Schaffens liegt auf der Entwicklung innovativer Programmkonzepte für die europäische Musik der Gegenwart.